# Roger Boisjoly
Roger Boisjoly (Lowell, 25 de abril de 1938 - Nephi, 6 de enero de 2012) fue un ingeniero mecánico estadounidense, especialista en la dinámica de fluidos y en la aerodinámica. Fue conocido principalmente por emitir fuertes objeciones para el lanzamiento de la aeronave Space Shuttle Challenger el día antes que este estallara en el aire en enero de 1986. Boisjoly predijo correctamente, basándose en datos de lanzamientos anteriores que la junta tórica del cohete podía fallar si el lanzamiento se producía en un día de temperatura fría.

## Biografía
Boisjoly trabajó para la compañía Morton Thiokol, fabricante de los propulsores del Challenger. También trabajó para empresas californianas fabricantes de módulos lunares. 
Boisjoly escribió una memoria dirigida a sus superiores en julio de 1985 expresando su preocupación por las deficiencias del diseño de los propulsores sólidos de los cohetes que si no se arreglaba podía producir una catástrofe durante el lanzamiento de un Space Shuttle. Asimismo, sus superiores no tomaron ninguna medida al respecto. Las juntas tóricas eren dos anillos de goma que sellaban dos secciones de los SRBs. Este sistema nunca funcionó tal como estaba diseñado y durante el lanzamiento las gomas se desplazaron (por el proceso de extrusión) y los gases del cohete se escaparon. Las temperaturas de frío hacía que la goma se endureciera y fuese menos flexible dando lugar en la extrusión y a mayor tasa de escape de los gases. 
La temperatura del lanzamiento en Florida fue relativamente baja, de tan solo 10 °C, pero por la noche llegó a helar (-1 °C). En ensayos anteriores, la primera goma de la junta tórica solo hizo un sellado parcial.
El día del lanzamiento las dos juntas tóricas fallaron completamente poco después de la ignición y se quemó dejando un humo negro bien visible. A los 58 segundos del lanzamiento se quemó el aluminio que sellaba el cohete dejando más humo y a los 73 segundos la aeronave quedaron completamente desintegrada.

## Hechos posteriores
El Presidente Ronald Reagan ordenó una comisión presidencial para investigar este desastre. Boisjoly fue uno de los testimonios y después declaró y acabó dimitiendo de sus cargos dentro de la empresa Thiokol.
Boisjoly hizo conferencias sobre ética laboral.
Boisjoly recibió el premio Award for Scientific Freedom and Responsibility por parte del American Association for the Advancement of Science en 1988.